# Domaine provincial De Schorre
De Schorre est un domaine provincial récréatif et sportif dépendant de la province d'Anvers en Belgique, se situant sur le territoire de la commune de Boom. D'une superficie de 75 hectares, le domaine est disponible pour des activités récréatives, sportives, et pour de grands événements. Le site a été développé autour d'anciennes fosses d'argile.

## Équipements
On trouve sur le domaine une brasserie, des plaines de jeu intérieures et extérieures, un étang récréatif avec des pédalos et deux zones de parcage pour mobile-homes. On y trouve également divers terrains de sport, dont pour le football, le hockey, un espace omnisports, un étang pour du polo-kayak, un espace pour ailes deltas et une salle de judo. Le centre de congrès De Pitte propose des salles et espaces pour des réunions de groupes restreints.  

## Événements
Le domaine accueille enfin divers événements tels les Kinderrechtenfestival (« Festival des droits des enfants »), Schorremorrie et Mano Mundo (nl), et surtout depuis 2005 le festival de musique électronique Tomorrowland. Il y a également sur le domaine le stade de hockey sur gazon de l'équipe Braxgata Hockey Club, où furent organisés en août 2013 les championnats du monde masculin et féminin de hockey sur gazon.
La Journée du Parc est un événement annuel belge et néerlandais qui a lieu le dernier dimanche de mai ou le premier dimanche de juin.